# Syracuse III
 (novembre 2019).
Si vous disposez d'ouvrages ou d'articles de référence ou si vous connaissez des sites web de qualité traitant du thème abordé ici, merci de compléter l'article en donnant les références utiles à sa vérifiabilité et en les liant à la section « Notes et références ».
Syracuse III (acronyme de Système de radiocommunication utilisant un satellite) est une constellation de satellites de télécommunications militaires protégés et sécurisés français. C'est la troisième génération du programme Syracuse, débuté en 1980 et mené par la direction générale de l'Armement.
Le coût total (satellites et stations au sol) du programme se situe entre 2 et 3 milliards d'euros.

## Particularités

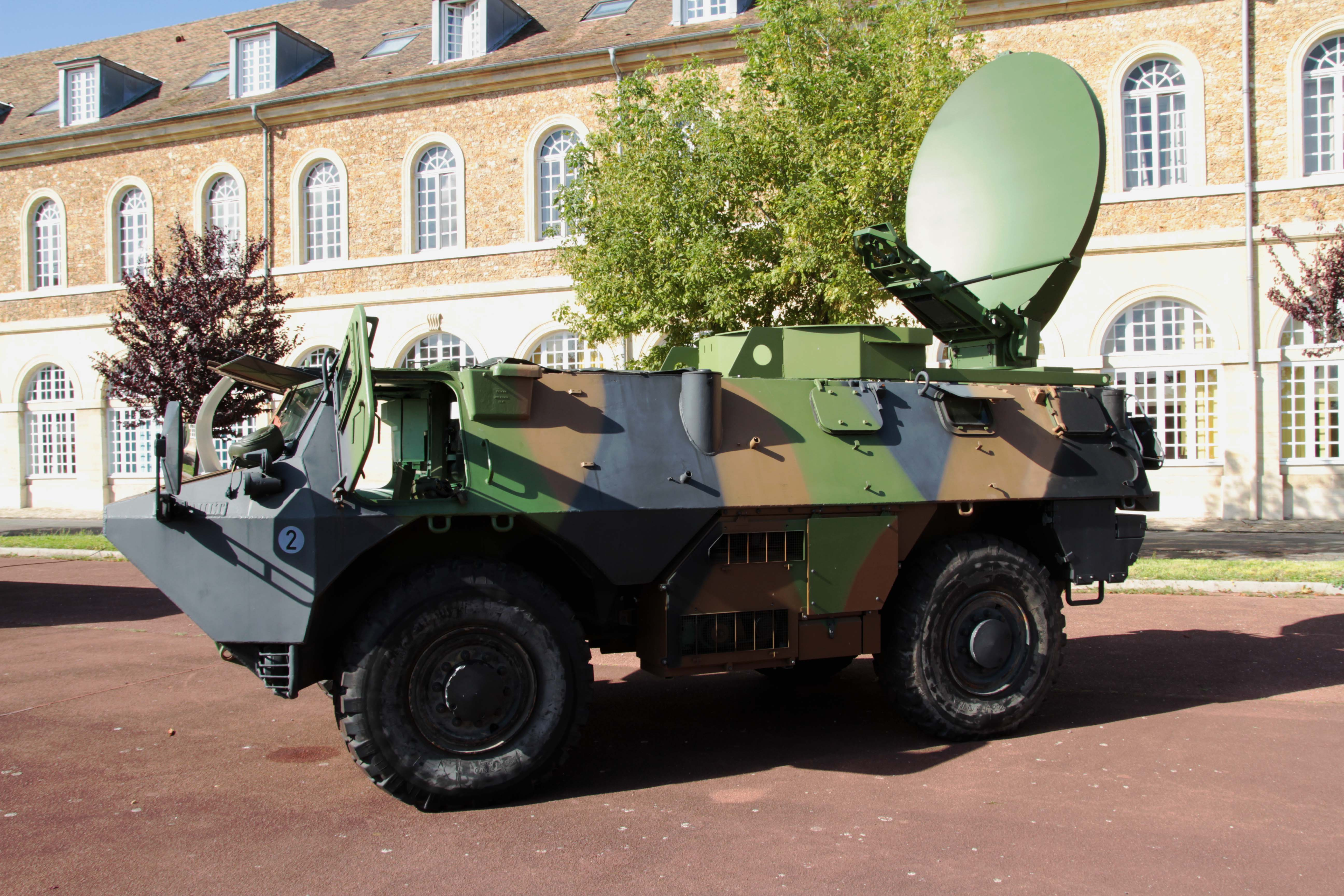
Un véhicule de l'avant blindé Moyen Léger (ML), avec une station de télécommunications par satellite issue du programme Syracuse III du 8e régiment de transmissions en septembre 2011.

Syracuse III est le premier réseau de télécommunications militaires satellitaires français véritablement sécurisé. Auparavant, les télécommunications militaires sont assurées par quatre satellites Telecom 2, du programme Syracuse 2, mais ce programme est géré par des organismes civil (France Télécom) et militaire (état-major des armées), contrairement à Syracuse 3 qui est exclusivement militaire. La confidentialité des données et la disponibilité des éléments du système sont donc assurées de manière plus complète.
Selon le type d'opération, les capacités de communications avec Syracuse III doivent être de trois à dix fois plus importantes.

### NATO Satcom V ou NATO Satcom Post 2000
En mai 2004, l'offre conjointe des ministères de la Défense de la France, de l'Italie et du Royaume-Uni est retenue dans le cadre du programme « NATO Satcom V » encore appelée « NATO Satcom Post 2000 », pour assurer la retransmission des communications supra-haute fréquence (SHF) et ultra haute fréquence (UHF) de l'Organisation du traité de l'Atlantique nord (OTAN) en remplacement des satellites OTAN déployés entre 1970 et 2010.
La solution trilatérale s'appuie sur les satellites militaires nationaux Skynet, Sicral et Syracuse 3.
Les capacités SHF fournies à l'OTAN sont réparties dans les proportions suivantes : 45 % Skynet (Royaume-Uni), 45 % Syracuse III (France) et 10 % Sicral (Italie).
La capacité UHF est assurée totalement par l'Italie sur les satellites Sicral, avec la possibilité d'utiliser Skynet en cas de problème avec Sicral.

## Satellites
Les satellites Syracuse 3 sont une partie d'un ensemble comprenant le programme Syracuse III, qui englobe les satellites proprement dits, ainsi que l'infrastructure au sol et les réseaux nécessaires au déploiement des stations satellitaires du ministère de la Défense.

### Syracuse 3A
La maîtrise d'œuvre est assurée par Thales Alenia Space France (pour le segment spatial) et Thales ainsi que Thales Alenia Space France (pour le segment au sol). Sa mise à poste (autrement dit son arrivée à son altitude de travail) est assurée par Thales Alenia Space France). La direction générale de l'Armement et l'état major des armées sont les clients de ce système stratégique.
Réalisé dans l'établissement de Cannes, le lancement est effectué le 13 octobre 2005 à 22 h 32 TU, par un lanceur Ariane 5 GS (vol 168), depuis le Centre spatial guyanais. Il est placé en orbite de transfert, pour ensuite gagner une orbite géostationnaire à 47° de longitude Est.
D'une masse au lancement de 3 725 kilogrammes, Syracuse 3A se présente sous la forme d'un bloc de dimensions 2,3 × 1,8 × 3,7 mètres. Son envergure est de 30 mètres lorsque ses deux panneaux solaires sont déployés, lui fournissant 5 640 watts en fin de vie. La plate-forme de télécommunication utilisée est une Spacebus 4000B3, durcie de manière à résister à un flash nucléaire conformément aux spécifications de l'OTAN.
Syracuse 3A assure une mission de télécommunications en bande SHF (comme Syracuse 1 et 2), mais également en bande extrêmement haute fréquence (EHF). Il doit remplacer les satellites de la famille Telecom 2, ainsi que le réseau Syracuse 2.
Les couvertures en SHF sont de trois types :
- 1 couverture fixe globale, correspondant à la totalité de la Terre ;
- 2 couvertures mobiles régionales de 4 000 km de diamètre ;
- 2 couvertures mobiles théâtre de 2 000 km de diamètre ;

et en EHF :
- 2 couvertures mobiles théâtre de 600 km de diamètre.

Le nombre de canaux est de neuf à 40 MHz pour la SHF et de six, toujours à 40 MHz, pour l'EHF.
Syracuse 3A inclut comme principale innovation l'utilisation d'une antenne active en réception qui permet d'apporter de nouvelles capacités de protection contre les brouillages.
Selon divers rapports techniques de l'Agence nationale des fréquences (ANFR) et d'organismes liés aux transmissions militaires, le réseau Syracuse 3 utilise les bandes de fréquences suivantes :
- 7 250,00 à 7 750,00 MHz (fréquences SHF émission satellite) ;
- 7 900,00 à 8 400,00 MHz (fréquences SHF réception satellite) ;
- 20,200 à 21,200 GHz (fréquences EHF émission satellite) ;
- 39,500 à 45,500 GHz (fréquences EHF réception satellite).

Le matériel est durci contre les flashs d'impulsions électromagnétiques nucléaires et met en œuvre des protections contre les brouillages.
Les forces armées utilisent également le procédé d'évasion de fréquences pour empêcher toute interception des transmissions via le modem protégé SHF MDR-P produit par Thales. La fréquence des canaux change très rapidement (saut de fréquences, un peu comme pour le GSM) selon un rythme et une logique protégée par des algorithmes de chiffrement tenus secrets.
Sa durée de vie minimale opérationnelle est de 15 ans.
Son contrôle et son maintien à poste sont réalisés par Thales Alenia Space France dans les locaux du ministère de la Défense en région parisienne. La charge utile est contrôlée par la DIRISI en ce qui concerne les missions télécommunication et sécurité. La planification, la configuration ainsi que la surveillance du réseau sont réalisées par la DIRISI en région parisienne au sein du Centre de mise en œuvre (CMO) Syracuse, aussi connu sous le nom de CNMO-TS (Centre national de mise en œuvre des télécommunications satellitaires).
L'ensemble des télécommandes envoyées au satellite et des télémesures qu'il reçoit sont chiffrées et protégées contre l'intrusion et le brouillage (protections TRANSEC (en) et COMSEC (en)). Cette fonctionnalité est réalisée à partir d'équipements développés spécifiquement par Thales Alenia Space France pour la partie à bord et Thales pour la partie sol.
Les stations sol utilisateur (SSU), fournies par Thales (Thales communications et Thales Alenia Space France), vont de la station portable à dos d'homme pour les opérations spéciales aux stations déployables à très haut débit de grand diamètre qui permettent de réaliser des « hubs » de théâtre et destinées à recevoir l'ensemble des communications des troupes déployées sur le terrain pour les agglomérer et les retransmettre à la métropole vers les réseaux d'infrastructure et enfin les états majors.

### Syracuse 3B
Syracuse 3B, clone de Syracuse 3A, est lancé le 11 août 2006 par le vol V172, 24e vol commercial du lanceur Ariane 5 ECA, depuis le Centre spatial guyanais, pour être mis sur orbite à 22 h 48 TU. Il est livré aux armées le 13 octobre 2006, soit un an jour pour jour après son aîné. Avec celui-ci, il couvre une zone allant de l'est des États-Unis à l'est de la Chine.

### Syracuse 3C
Le troisième satellite, développé entre 2009 et 2014, est réalisé avec l'Italie et se dénomme Sicral 2. Il est mis en orbite par un lanceur Ariane 5, le 26 avril 2015.